# Alma Manuela Tirone
Alma Manuela Tirone (Napoli, 29 gennaio 1952 – Roma, 16 marzo 2008) è stata un medico, personaggio televisivo e imprenditrice italiana.

## Biografia
Figlia di un avvocato originario di Paolisi in provincia di Benevento, nacque a Napoli ove venne battezzata con il solo nome Alma, mentre Manuela lo aggiunse in seguito, dopo essersi laureata in medicina nel 1976 presso l'ateneo partenopeo e aver esordito in televisione ove, quale medico chirurgo, dietologo e specialista in endocrinologia, divenne nota al pubblico soprattutto come dottoressa Tirone.
Raggiunse fama nazionale negli anni ottanta, ma già dal 1975 esordì come conduttrice di rubriche mediche e dietologiche su emittenti tv e radio della Campania tra cui la più nota fu Il Salotto dei Grassottelli su Canale 21, una delle prime emittenti private televisive italiane.
Nel contempo lavorò come medico di medicina generale per l'Usl 38 di Napoli, titolare di studi di dietologia a Napoli, Roma e Milano, e consulente della multinazionale Texas Instruments nell'elaborazione dei menu della mensa aziendale per i 600 dipendenti dello stabilimento di Aversa.
Tra le varie diete proposte in tv e in vari libri dalla dottoressa Tirone figuravano la Dieta Minilinea, la Dieta Express e la Dieta Blocca-Peso, oltre a un Sistema Cellulite, una serie di rimedi che venivano definiti «a base naturale». Insieme alle diete veniva proposta anche una serie di tisane, quali Tidepura, Tirinnova, Tisamara e Tisalax.
Fondò alcune società per la produzione e commercializzazione dei suoi prodotti e, progressivamente, le sue televendite e spot pubblicitari vennero trasmessi anche da tv nazionali ove partecipò a vari programmi come ospite e fu – nel momento di massima popolarità – anche oggetto di una parodia a Drive In.
Nel 1989 Alma Manuela Tirone fu coinvolta in una vicenda giudiziaria nata da un'accusa di appropriazione indebita per via della riscossione non autorizzata di un vaglia postale del valore di 156.000 lire e proseguita con un processo per bancarotta della sua società Farmaleader, celebrato nel 1998 e conclusosi con un'assoluzione.
Dallo scandalo giudiziario non riuscì più a risollevarsi, ma ciò nonostante denunciò un sospetto complotto nei suoi confronti, ordito da politici, magistrati e alti funzionari, poi coinvolti negli scandali di "Tangentopoli". Altrettanta notorietà le venne dai quotidiani nazionali, ai quali dichiarò di essere stata amante e musa di Renato Guttuso, nonché modella per il celebre quadro Il Caffè Greco e beneficiaria di parte dell'eredità del pittore in un testamento però mai ritrovato.
Scagionata dalle accuse, agli inizi degli anni duemila tornò in tv e si dedicò alla gestione di un sito web, finché improvvisamente non se ne ebbero più notizie.

### Le indagini sulla morte presunta
In seguito alle vicende giudiziarie, attorno ad Alma Tirone calò un vuoto mediatico e sociale. Nel 2008 cominciò a diffondersi sul web la notizia della sua scomparsa nel nulla e, in seguito al suo inserimento fra i "colleghi scomparsi" del bollettino dell'Ordine dei medici della Campania di giugno, della sua presunta morte. La notizia del decesso non ricevette però alcun rilievo mediatico, né venne annunciata pubblicamente da parenti o conoscenti e fu pertanto messa in dubbio dai pochi amici che la ritennero forse legata al suo ingente patrimonio finito sotto sequestro nella procedura di fallimento e mai reclamato da alcun parente.
Le circostanze rimasero oscure poiché, se le ultime notizie ufficiali risalgono al febbraio-marzo 2008, sul suo sito web personale era invece presente una risposta a un commento, firmata da lei e risalente all'8 aprile. Nel corso delle indagini venne però recuperato un certificato di morte risalente al 3 marzo, ma approfondimenti successivi comprovarono invece che negli atti ufficiali il decesso risultava essere avvenuto il 16 marzo 2008, presso l'ospedale Generale Giuseppina Vannini di Roma. In mancanza di notizie ufficiali dai parenti e dai media, il web fornì strani spunti tra cui la testimonianza di una donna la quale asseriva di essere a conoscenza del fatto che la dottoressa fosse viva e facesse la parrucchiera a Milano sotto falsa identità. In conseguenza vennero avviate alcune inchieste giornalistiche di Rita Pennarola e Alfredo Iannaccone e anche la trasmissione televisiva Chi l'ha visto? si occupò del caso, sospendendo però le ricerche quando si ottenne il certificato di morte che fu ritenuto attendibile.
Per cinque anni la notizia e le cause della morte della dottoressa Tirone rimasero avvolte nel mistero, così come restò non comprovata la tesi secondo cui – da alcune vaghe testimonianze – ella sarebbe poi stata sepolta a Benevento in virtù delle origini familiari sannite; alla fine, nell'aprile 2013, il periodico beneventano Realtà Sannita pubblicò un lungo articolo a firma di Andrea Jelardi che aveva ritrovato e fotografato nel cimitero cittadino la tomba di Alma Manuela Tirone, poco lontano da quella dei genitori e dei nonni ma sulla cui lapide (per sua espressa volontà) ci sono le sole iniziali AMT.
La causa del decesso – tuttora non chiara – sarebbe stata probabilmente una grave e improvvisa malattia di cui la dottoressa Tirone preferì tenere all'oscuro amici e conoscenti.

## Opere
- Dieta, erbe, ginnastica per dimagrire di 5 chili in 10 giorni, Napoli, Edizioni Nuova Medicina, 1979.
- Ricette dietetiche, Napoli, Edizioni Nuova medicina, 1983.
- Mini metodo per perdere fino a mezzo chilo al giorno (in perfetta salute), 1985.
- La guida salute, Napoli, Edizioni Marlon, 1988.
- Il metodo leva-dieci, Napoli, Edizioni Marlon, 1989.
- La dieta blocca-peso, Napoli, Edizioni Marlon, 1988
- La dieta-express, Napoli, Edizioni Marlon, 1988
- La dieta-estate, Napoli, Salus Market, 1993
- La dieta Minilinea della Dottoressa Tirone, 1994
- La dieta inverno della Dottoressa Tirone, Salus Market, 1995
- La dieta primavera della Dottoressa Tirone, Salus Market, 1996